# Carles Torner i Pifarré
Carles Torner i Pifarré (Barcelona, 1963) és un escriptor català. Ha publicat poesia, assaig i narrativa.
L'any 1984 obtingué el premi Carles Riba de poesia amb el recull Als límits de la sal. Aquell mateix any havia obtingut el premi Amadeu Oller per a poetes inèdits amb el seu primer llibre, A la ciutat blanca.
Va ser secretari del PEN català, i president del Comitè de Traduccions i Drets Lingüístics del PEN internacional. També va presidir la xarxa d'organitzacions internacionals que van promoure prop de la UNESCO la Declaració Universal de Drets Lingüístics entre el 1994 i el 2004. Del 2014 al 2020 va ser director executiu del PEN Internacional i el 2021 va ser director del centenari del PEN. . Ha estat l’editor de l’obra PEN Internacional. Una història il·lustrada , publicada en nou llengües.
Obtingué el doctorat en Ciències de l'Educació per la Universitat de París VIII amb una tesi sobre la pel·lícula Shoah, de Claude Lanzmann. Publicà un llibre d'entrevistes a Samuel Ruiz Garcia arran de la seva jubilació com a bisbe de San Cristóbal de las Casas l'any 2000.
Com a cap de l'Àrea de Literatura i Pensament de l'Institut Ramon Llull, entre el 2004 i el 2010, va contribuir a l'increment de traduccions de literatura catalana durant la primera dècada del segle xx. El 2025 va recollir va recollir tota la seva trajectòria internacional en l'assaig memorialístic Com ser ambaixador d'un país sense ambaixades. Ha estat professor de la Facultat de Relacions Internacionals Blanquerna de la Universitat Ramon Llull i de la Universitat Pompeu Fabra, i director de la revista Qüestions de Vida Cristiana. Des de l'any 2023 és membre del Patronat de la Fundació Joan Maragall.
La seva obra narrativa s'inicià amb L’estrangera, una narració simbólica basada en el Llibre de Rut bíblic i publicada el 1997. L’arca de Babel recollí el 2005 relats en forma de cartes a dones activistes i artistes dels cinc continents. El 2023 publicà la novel·la Ucraïna, mon amour, que narra el trasbals d’una traductora catalana obligada a fugir de Lviv davant de la invasió russa.

## Obra

### Poesia
- A la ciutat blanca (Mall, 1984)
- Als límits de la sal (Proa, 1985)
- L'àngel del saqueig (Edicions 62, 1990)
- Viure després (Proa, 1998)
- La núvia d'Europa (Edicions 62, 2008)
- Vint-i-set nadals i un rei (Edicions 62, 2019)

### Assaig en català
- El principi acollida. Sobre el diàleg intercultural (Empúries, 1995)
- Shoah, una pedagogia de la memòria (Proa, 2002), sobre "[…] la memòria de la Xoà [...]. Carles Torner proposa aquí una pedagogia de la memòria centrada en la pel·lícula Shoah [....]"[7]
- Els indis em van convertir [junt amb Samuel Ruiz] (Proa, 2003). "Després de quaranta anys de viure entre els indis maies, Samuel Ruiz reviu en aquestes pàgines la seva experiència com a bisbe [....]"[8]
- Com ser ambaixador d'un país sense ambaixades (Pòrtic, 2025).[9]

### Assaig en francès
- Shoah, une pédagogie de la mémoire (Ed de l'Atelier, 2001)
- Samuel Ruiz. Comment les indiens m'ont converti (Ed de l'Atelier, 2002)

### Narrativa
- L'estrangera (Proa, 1997, novel·la)
- Noaga i Joana, amb il·lustracions de Joma (Intermón-Octaedro, 1997, conte, narrativa infantil i juvenil)
- L'arca de Babel (Proa, 2005, recull de cartes dirigides a dones activistes i artistes del món)[10]
- Ucraïna, mon amour (Empúries, 2023, novel·la)[11]

### Volums com a editor
- La victòria pòstuma de Hitler (Proa, 1995) En record dels mil dies del setge de Sarajevo.
- Lectures de Salvador Espriu (Proa, 2004)
- PEN Internacional. Una història il·lustrada (Galaxia Gutenberg, 2021)[12]

## Premis literaris
- Premi Amadeu Oller 1984 per A la ciutat blanca
- Premi Carles Riba 1984 per Als límits de la sal
- Premi de la Crítica de poesia catalana 1998 per Viure després

## Obra traduïda
- Traduccions de Shoah, une pédagogie de la mémoire
  - Català. Shoah, una pedagogia de la memòria (Proa, 2002)
  - Espanyol. Shoah: cavar con la mirada (Gedisa, 2005)
- Traduccions de Samuel Ruiz. Comment les indiens m'ont converti
  - Català. Samuel Ruiz. Els indis em van convertir (Proa, 2003)
  - Espanyol. Samuel Ruiz. Cómo me convirtieron los indígenas (Sal Terrae, 2003)
- Poemes traduïts en antologies
  - Anglès. Pere Ballart (ed.), Anna Crowe (trad.). Six Catalan poets (Arc publications, 2013)
  - Castellà. Jordi Virallonga, Sol de Sal. La nueva poesía catalana (DVD, 2001)
    - Jordi Virallonga, Poetas catalanes (La otra, 2014)
    - Eduardo Moga, Medio siglo de Oro. Antología de la poesía contemporánea en catalán (FCE, 2104)